# Fulgoridicida cervantesi
Fulgoridicida cervantesi är en stekelart som beskrevs av Girault 1923. Fulgoridicida cervantesi ingår i släktet Fulgoridicida och familjen sköldlussteklar. Inga underarter finns listade i Catalogue of Life.